# Гарсия Эрнандес, Анхель
Мигель Анхель Гарсия Эрнандес (исп. Miguel Ángel García Hernández; 29 января 1899, Витория — 14 декабря 1930, Уэска) — испанский военный, один из лидеров неудавшегося восстания в Хаке, нацеленного на свержение монархии. Он был расстрелян после краткого судебного разбирательства, что вызвало всеобщее возмущение общественности Испании. Он стал героем Второй Испанской Республики, когда она была создана несколько месяцев спустя.

## Ранняя биография
Анхель Гарсия Эрнандес родился в Витории (Алава) 29 января 1899 года в семье военного. Он также поступил на службу в армию и участвовал в колониальной войне в Марокко. Гарсия Эрнандес стал чувствительно относиться к проблемам армии, возникшим во время диктатуры генерала Мигеля Примо де Риверы. Он был произведён в капитаны артиллерии и назначен служить в гарнизон города Хака. Когда там же начал нести свою службу капитан Фермин Галан, у Гарсии Эрнандеса с ним установилось глубокое взаимопонимание. Гарсия Эрнандес был одним из лидеров группы офицеров, которые планировали восстание в Хаке.

## Восстание
Капитан Галан поднял восстание в Хаке рано утром 12 декабря. Группа офицеров подняла войска в 5 часов утра, арестовала военного губернатора, убила двух карабинеров и сержанта Гражданской гвардии, которые противостояли им, и взяла под свой контроль телефонную станцию, почтовое отделение и железнодорожную станцию. В 11 часов утра в мэрии Хаки они провозгласили республику «от имени Революционного временного правительства». Были организованы две колонны для похода в Уэску. Одну из них возглавил Галан, которая должна была следовать по дороге, а другую, двигавшуюся по железной дороге, — Сальвадор Седилес. Колонна из 300 солдат, возглавляемая Седилесом, обнаружила железнодорожные пути, шедшие в Риглос, и оттуда пошла на соединение с колонной Галана в Аербе. Затем объединённые силы двинулись к Уэске, где, как и планировалось, к восстанию должны были присоединиться заговорщики из числа артиллеристов.
На рассвете 13 декабря 1930 года на высотах Сильяс, примерно в 3 километрах от Уэски, повстанцы столкнулись с правительственными войсками. У Галана был выбор: сражаться или вести переговоры. Так как он думал, что многие из противных войск были подчинены офицерам, преданным восстанию, он выбрал последнее. Антонио Бельтран (из числа гражданских) перевёз капитана Гарсию Эрнандеса и капитана Салинаса через линию фронта в автомобиле с белым флагом. Когда они прибыли и сказали, что хотят вступить в переговоры с офицерами, их немедленно арестовали. Затем правительственные войска начали обстреливать повстанцев.
Галан отказался отдавать приказ на контратаку, так как полагал, что «братья не могут сражаться друг с другом», и приказал отступить. Силы мятежников распались. Часть солдат и их офицеров вернулась в Хаку, другие были арестованы, а некоторые пытались бежать. Галан добровольно сдался в Бискарруэсе вместе с другими повстанцами и прибыл в Аербе около 10 часов вечера 13 декабря.

## Смерть и признание
14 декабря в ходе скорого военного трибунала капитаны Галан и Гарсия Эрнандес были приговорены к смертной казни, а другие офицеры — к пожизненному заключению. Капитанов судили на общем военном совете в казармах Педро I в Уэске под председательством генерала Артуро Лескано и приговорили к расстрелу. Генерал-капитан Арагона подписал приговор, а Совет министров в Мадриде подтвердил его. Галан и Гарсия Эрнандес были расстреляны во дворе дома в Уэске в 3 часа дня 14 декабря 1930 года. Они предпочли умереть, стоя перед расстрельной командой без повязок на глазах.
В Мадриде премьер-министр Испании и генерал Дамасо Беренгер заявил, что «Дворец был полностью убеждён в том, что показательные казни Галана и Гарсии Эрнандеса предотвратят распространение революционных идей в армии». На деле же казнь вызвала возмущение против режима. Поэт Рафаэль Альберти писал позже:
В первые месяцы 1931 года эхо пуль палачей, убивших капитана Галана и капитана Гарсиа Эрнандеса, все ещё было слышно по всей Испании, и такой акт террора на мгновение заслонил путь, по которому начало двигаться испанское общество. Поскольку почти всё будущее правительство Республики находилось в образцовой тюрьме, никто не мог себе представить, что под поверхностью образуется приливная волна и что вода вырвется наружу, подобно фонтану и фейерверку, в тот роковой день 4 апреля.
Массовые народные выступления, вызванные казнью и проходившие в течение четырёх месяцев, привели к падению монархии. Галан и Гарсия Эрнандес стали героями Второй республики, их портреты были выставлены в палатах советов и домах рабочих по всей Испании. В Хаке есть улица, названная в честь Гарсии Эрнандеса. В октябре 2017 года могилы Фермина Галана Родригеса и Анхеля Гарсии Эрнандеса на кладбище Уэски были объявлены историческими объектами культурного интереса, подлежащими особой охране муниципалитетом.